# Masmolène
Masmolène ist eine ehemalige französische Gemeinde im Département Gard. Heute gehört sie zur Gemeinde La Capelle-et-Masmolène.

## Geografie
Die beiden Orte Masmolène und La Capelle sind inzwischen fast zusammengewachsen. Sie trennt nur ein kleiner bewaldeter Hügel. Masmolène ist der westliche der beiden Orte. Das Gelände ist bewaldet und fruchtbar. Der Mittelpunkt der neu gebildeten Gemeinde befindet sich im Nachbarort La Capelle.

## Geschichte
Nach der Französischen Revolution bildete Masmolène zunächst eine selbstständige Gemeinde. Sie gehörte zunächst dem Arrondissement Uzès und dem Kanton Saint-Quentin an. Ab 1801 gehörte sie zum Kanton Uzès und zum Arrondissement Nîmes. 1814 fusionierte sie mit der Gemeinde La Capelle zur heute noch bestehenden Gemeinde La Capelle-et-Masmolène.
Bevölkerungsentwicklung:
| Jahr      | 1793 | 1800 | 1806 |
| Einwohner | 210  | 192  | 207  |